# Dakshinkali

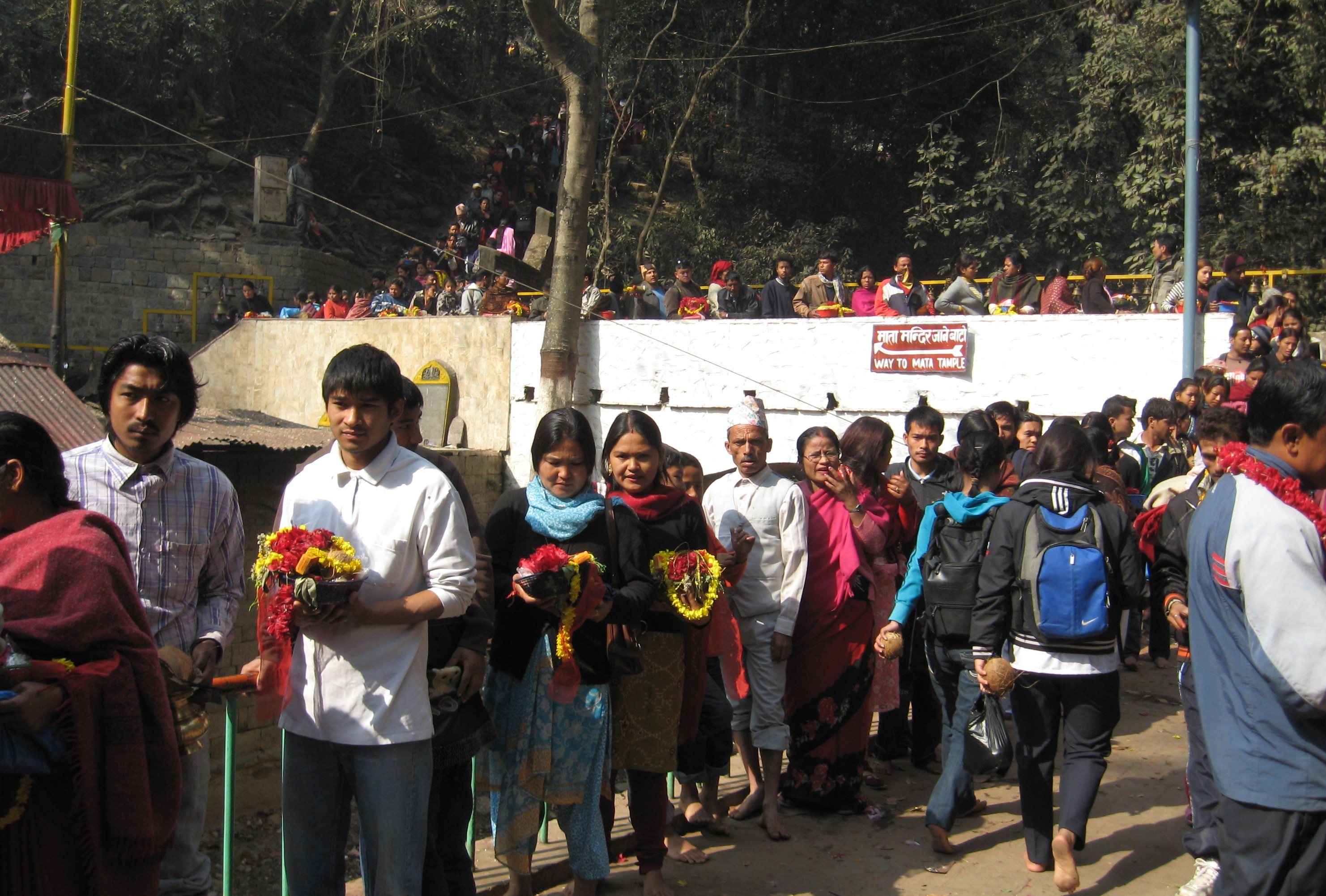
Fiéis na fila para entrarem no templo de Dakshinkali

Dakshinkali (em nepali: दक्षिणकाली), Daxinkali, Dakshin Kali, Dakchhinkali ou Dachhinkali é uma village development committee (VDC, lit.: "comité de desenvolvimento de aldeia") no distrito de Catmandu, Nepal. Em 2011 tinha 4 755 habitantes e 984 residências.

## Templo de Dakshinkali
A principal localidade da VDC é a vila de Pharping, situada 20 km a sul de Catmandu. A região é célebre pelos seus templos, nomeadamente o de Bajra Yogini e principalmente o de Dakshinkali, um dos templos hindus mais importantes do Nepal dedicado à deusa Kali, "A Negra". Esta deusa é o avatar mais sangrento de Parvati, a segunda consorte de Xiva ou, segundo outras versões, de Durga.
Uma das principais formas de culto à deusa é o sacrifícios de animais, em especial galos e bodes não castrados, mas também galinhas, patos, porcos e por vezes até búfalos. Os sacrifícios de animais são rituais estranhos à generalidade dos hindus ortodoxos, muito inclinados para o vegetarianismo e para a não violência, mas gozam de alguma popularidade entre os nepaleses, que são mais tântricos e mais sangrentos. Kali, uma divindade que exige sacríficios de sangue em troca dos seus favores, é a divindade mais temida no Nepal, mas ao mesmo tempo e estranhamente, é muito popular e os hindus nepaleses confiam no seus grandes poderes e talentos para satisfazerem os seus desejos. Os animais são mortos por homens de uma casta especial, que abrem as gargantas dos animais e deixam o sangue esguichar sobre os ídolos. Sacerdotes brâmanes supervisionam as matanças e orientam os fiéis nos complexos rituais que se seguem.
Os sacrifícios têm lugar às terças-feiras e sábados, geralmente de manhã cedo, e são mais frequentes durante o Dashain, o grande festival hindu do Nepal que se realiza em setembro ou outubro. Após o sacrifício, a carne dos animais é recolhida e serve para fazer um churrasco, mas o sangue é deixado nas lajes destinadas aos sacrifício. Durante o Dashain, todo o pátio do templo e o estátua da deusa ficam cobertos de sangue. Outras oferendas menos violentas são flores, iogurte de leite de búfala e khuwa, um doce de leite condensado.
O templo encontra-se no fundo de uma escadaria, numa clareira da floresta que cobre a encosta, na confluência de dois ribeiros sagrados para os hindus. É decorado com um pálio com serpentes douradas. No seu interior, onde só é permitida a entrada a hindus, há uma estátua de pedra negra de Kali de cócoras sobre o cadáver de Xiva, que simboliza a vitória sobre o tempo. A deusa segura alguns símbolos terríficos, como uma chávena feita de uma caveira, uma cabeça cortada e uma espada. Nas partes laterais há imagens de Ganexa, as sete Matrikas (deusas hindus) e um Bhairab de pedra.
Segundo a lenda, o templo existe porque Kali apareceu em sonhos a um rei Malla do século XIV e lhe ordenou que construísse um templo a ela dedicado num sítio desconhecido e muito estranho. O pedido foi imediatamente satisfeito e por coincidência, no local indicado já alguém tinha erigido uma estátua a Kali. A estátua ficou à mercê dos elementos e foi a deusa que ordenou que fosse construído um pálio sobre a sua cabeça, suportado por quatro serpentes douradas.
O recinto do templo e as suas imediações, uma área de floresta de grande beleza natural, são um local popular de piquenique e passeio, que principalmente aos sábados se transforma numa autêntica feira, onde se vendem principalmente colares de flores, bebidas e comida e onde as pessoas passeiam com as suas melhores roupas. O nome do templo, composto pelas palavras "dakshin" (sul) e "kali" (que também significa rio ou vale profundo), é uma alusão à localização do templo, num espetacular vale de um rio. O percurso entre Catmandu e Dakshinkali, ao longo de uma estrada sinuosa de montanha, que percorre encostas verdejantes muito inclinadas, é muito pitoresco, e pelo caminho há vários templos hindus e budistas.